# هنري بويل
هنري بويل (بالإنجليزية: Henry Boyle)‏ هو لاعب كرة قاعدة أمريكي، ولد في 20 سبتمبر 1860 في فيلادلفيا في الولايات المتحدة، وتوفي في 25 مايو 1932.

## وصلات خارجية
- هنري بويل على موقعبيزبول رفرنس.كوم (الدوري الرئيسي) (الإنجليزية)
- هنري بويل على موقعبيزبول رفرنس.كوم (الدوري الثانوي) (الإنجليزية)